# Andy Borowitz

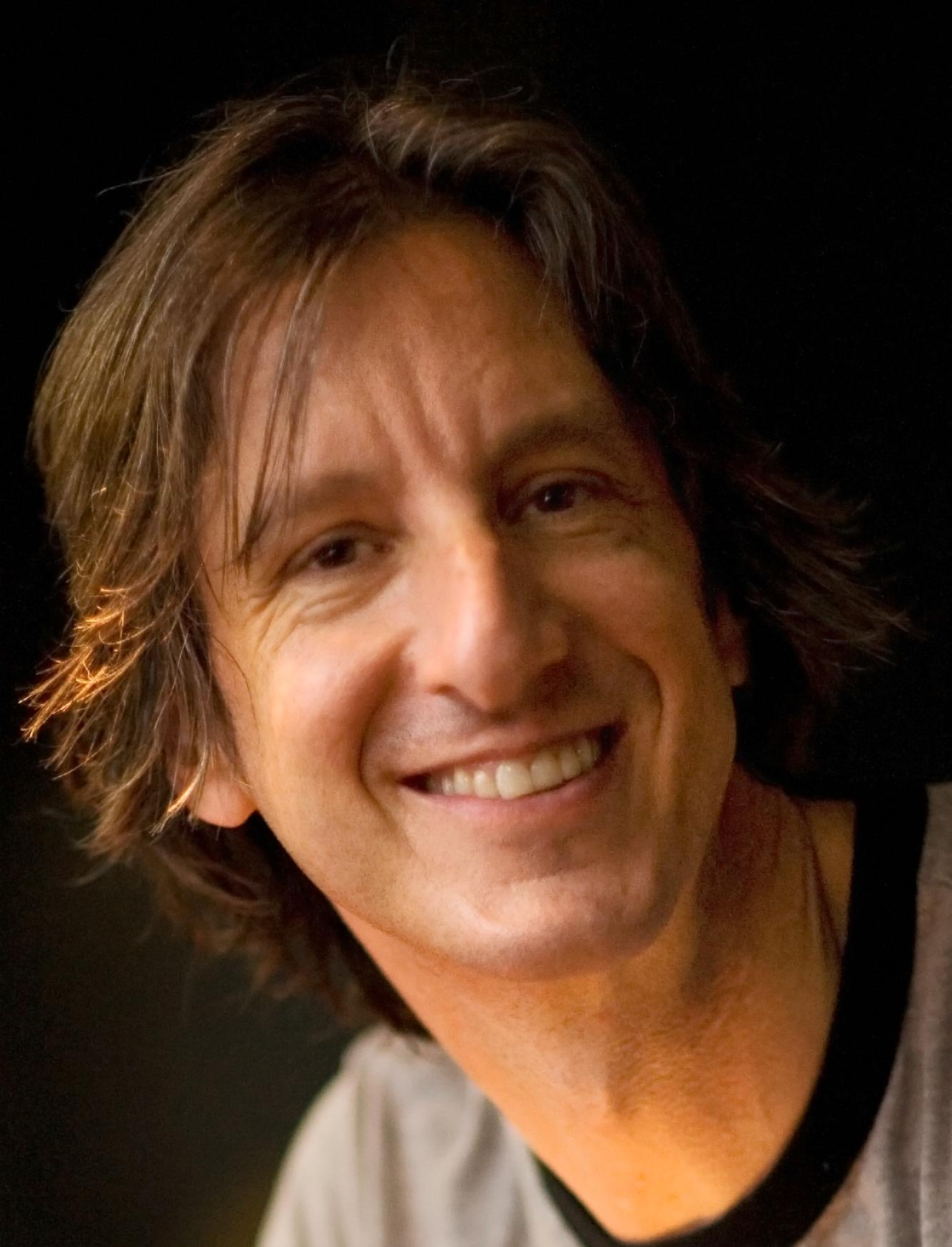
Andy Borowitz

Andy Borowitz (* 4. Januar 1958 in Cleveland, Ohio) ist ein US-amerikanischer Humorist.
Borowitz wurde als Erfinder der Serie „Der Prinz von Bel Air“ und durch eine satirische Website bekannt. Auf seiner Website borowitz report veröffentlicht er regelmäßig satirische Nachrichten und hat mehrere satirische Bücher geschrieben. Der New Yorker Andy Borowitz erscheint auch regelmäßig auf dem US-Nachrichtensender CNN.